# Río Borovlianka (superior, Vagái)
El río Borovlianka (del ruso: Боровлянка) es un río del óblast de Tiumén, en Rusia. Es un afluente por la izquierda del río Vagái, que lo es del río Irtish, y éste a su vez del río Obi, a cuya cuenca hidrográfica pertenece.
No debe confundirse con otro afluente del Vagái, homónimo, más abajo en el curso del río.

## Geografía
Nace a 120 m sobre el nivel del mar 6 km norte de Alekséyevka y se dirige al sudeste en sus 10 km de curso para desembocar a 75 m de altura en Borovlianka en el Vagái, a 456 km de su desembocadura en el Irtish en Vagái.